# Pour Some Sugar on Me
Pour Some Sugar on Me ist der Name eines Liedes der britischen Hard-Rock-Band Def Leppard, das am 3. August 1987 als Teil von  Hysteria erschien und am 5. September 1987 als Single ausgekoppelt wurde.

## Veröffentlichung
Pour Some Sugar on Me erschien als Single in Europa am 7. September 1987 auf Kassette und Vinyl-Schallplatte, in Deutschland erschien die Single als CD. In Großbritannien erschien am 14. September 1987 zusätzlich eine „Shaped-Single“ in dreieckiger Form.
Neben der Single wurde auch eine Maxi-Single mit einem von Robert John Lange angefertigten Remix angeboten, die als sogenannte Extended Version eine Länge von 5:37 Minuten aufwies. Auf der Rückseite befand sich die Single-Version (4:26) des Liedes sowie der bis dahin auf keinem Album veröffentlichte Song I Wanna Be Your Hero.
In den Vereinigten Staaten wurde die Single erst am 6. Mai 1988 veröffentlicht. Dort stiegen als Folge der Veröffentlichung auch die Verkaufszahlen des Albums, das sich bis dahin zwar gut, aber nicht „hervorragend“ verkauft hatte. Fast ein Jahr nach seiner Veröffentlichung erreichte Hysteria im Juli 1988 Platz eins der Billboard 200 und hielt diese Platzierung sechs Wochen inne.

## Inhalt
Pour Some Sugar on Me entstand, als Joe Elliott eine Idee auf der Akustikgitarre ausprobierte. Der Produzent Lange ermunterte die Gruppe, die Idee auszuarbeiten. Gitarrist Phil Collen erklärte zur Entstehung:

„Weil Joe in den Strophen so rapmäßig singt, habe ich mir ein Riff einfallen lassen, das sich ein bisschen an White Lines von Grandmaster Flash anlehnt, dieser alten Rap-Nummer, die Anfang der Achtziger recht angesagt war. Pour Some Sugar on Me hatten wir letztlich in zehn Tagen komplett im Kasten, das war für uns ein echter Rekord.“

## Covergestaltung
Das Cover des Albums wurde vom britischen Künstler Andie Airfix geschaffen. Tatsächlich handelte es sich bei dem verwendeten Bild um einen vergrößerten Ausschnitt aus der Grafik, die Airfix schon für das Cover von Hysteria verwendet hatte.
In der linken oberen Ecke des Covers ist das Logo der Band dargestellt, die rechte obere Hälfte zeigt einen weit geöffneten, vielleicht schreienden Mund, über den eine mehrfarbige, gitterähnliche Grafik gelegt ist. Zwei waagerechte gelbe bzw. rote Linien grenzen das untere Fünftel des Covers ab, der Schriftzug des Titelnamens befindet sich, in Kapitälchen geschrieben, darunter.

## Kommerzieller Erfolg

### Chartplatzierungen
| ChartsChartplatzierungen       | Höchstplatzierung | Wochen |
| ------------------------------ | ----------------- | ------ |
| Deutschland (GfK)              | 50 (7 Wo.)        | 7      |
| Vereinigte Staaten (Billboard) | 2 (24 Wo.)        | 24     |
| Vereinigtes Königreich (OCC)   | 18 (6 Wo.)        | 6      |

| ChartsJahrescharts (1988)      | Platzierung |
| ------------------------------ | ----------- |
| Vereinigte Staaten (Billboard) | 19          |

### Auszeichnungen für Musikverkäufe
| Land/Region                  | Auszeichnungen für Musikverkäufe (Land/Region, Auszeichnung, Verkäufe) | Verkäufe |
| ---------------------------- | ---------------------------------------------------------------------- | -------- |
| Neuseeland (RMNZ)            | 3× Platin                                                              | 90.000   |
| Vereinigte Staaten (RIAA)    | Gold                                                                   | 500.000  |
| Vereinigtes Königreich (BPI) | Gold                                                                   | 400.000  |
| Insgesamt                    | 2× Gold ·                                                              | 900.000  |

Hauptartikel: Def Leppard/Auszeichnungen für Musikverkäufe

## Mediale Nutzung
In der Crossover-Episode Simpsons Guy von 2015, eine Kreuzung der beiden TV-Zeichentrickserien Die Simpsons und Family Guy, tanzen die beiden Figuren Homer Simpson und Peter Griffin betont lasziv zu dem Rocksong in einer öffentlichen Autowäscherei.

## Coverversionen
Das Lied wurde häufig durch andere Künstler gecovert, das erste Mal 1994 von Millie Jackson für ihr Album Rock ’n’ Soul. Die Marginal Prophets nahmen den Song ebenso auf wie Cleaner, Groovics, die Countdown Singers oder Cornbread Red. Die L.A. Guns spielten ihre Version 2010 für das Album Covered in Guns ein, ebenso Richard Cheese und The Maine. Die kommerziell erfolgreichste Coverversion stammt von Tom Cruise, der das Lied 2012 für den Soundtrack des Films Rock of Ages aufnahm. Hayseed Dixie nahmen das Lied 2015 auf; die (2019) jüngste bekannte Aufnahme wurde 2017 von Ninja Sex Party realisiert.
Technisch gesehen nahmen Def Leppard 2012 eine Coverversion des eigenen Liedes auf, als sie den Titel für die Verbreitung über Online-Musikdienste als Pour Some Sugar on Me 2012 neu einspielten.